# Nauru Airlines
Our Airline (Tạm dịch: Hãng hàng không của chúng ta) hãng hàng không quốc gia của Nauru. Trụ sở chính của công ty và căn cứ chính là sân bay của Nauru, tại huyện Yaren.

## Lịch sử
Our Airline được thành lập vào tháng chín 4, 2006. Hãng có các tuyến giữa Nauru, Úc, Đảo Norfolk, Quần đảo Solomon, Kiribati và Fiji.

## Các nơi đến

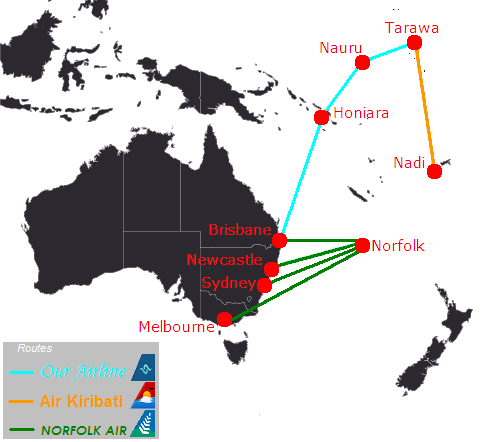
Các tuyến đường vận hành bởi Our Airline

Úc

 Brisbane 

 Quần đảo Solomon

 Honiara

 Nauru

 Nauru 

 Kiribati

 Tarawa 

 Fiji

 Nadi

### Norfolk Air
Our Airline cũng hoạt động tất cả các dịch vụ tại Norfolk Air.
 Úc

 Brisbane

 Newcastle

 Sydney

 Melbourne

 Đảo Norfolk

 Norfolk

## Đội máy bay
Our Airline có hai máy bay Boeing 737-300.